# Gyokusen (1692-1755)
Pour les articles homonymes, voir Gyokusen.
Gyokusen (玉蟾, 1692-1755), de son vrai nom Mochizuki Shigemori, nom familier Tōbō, est un peintre japonais des XVIIe – XVIIIe siècles, né en 1692, mort en 1755. Ses origines ne sont pas connues.

## Biographie
Gyokusen est un peintre disciple de Tosa Mitsushige et de Yamaguchi Sekkei (1644-1732), il est aussi influencé par Kanō Motonobu . Grand amateur de littérature, il mène une existence aisée à Kyoto.